# みなきたウォーク

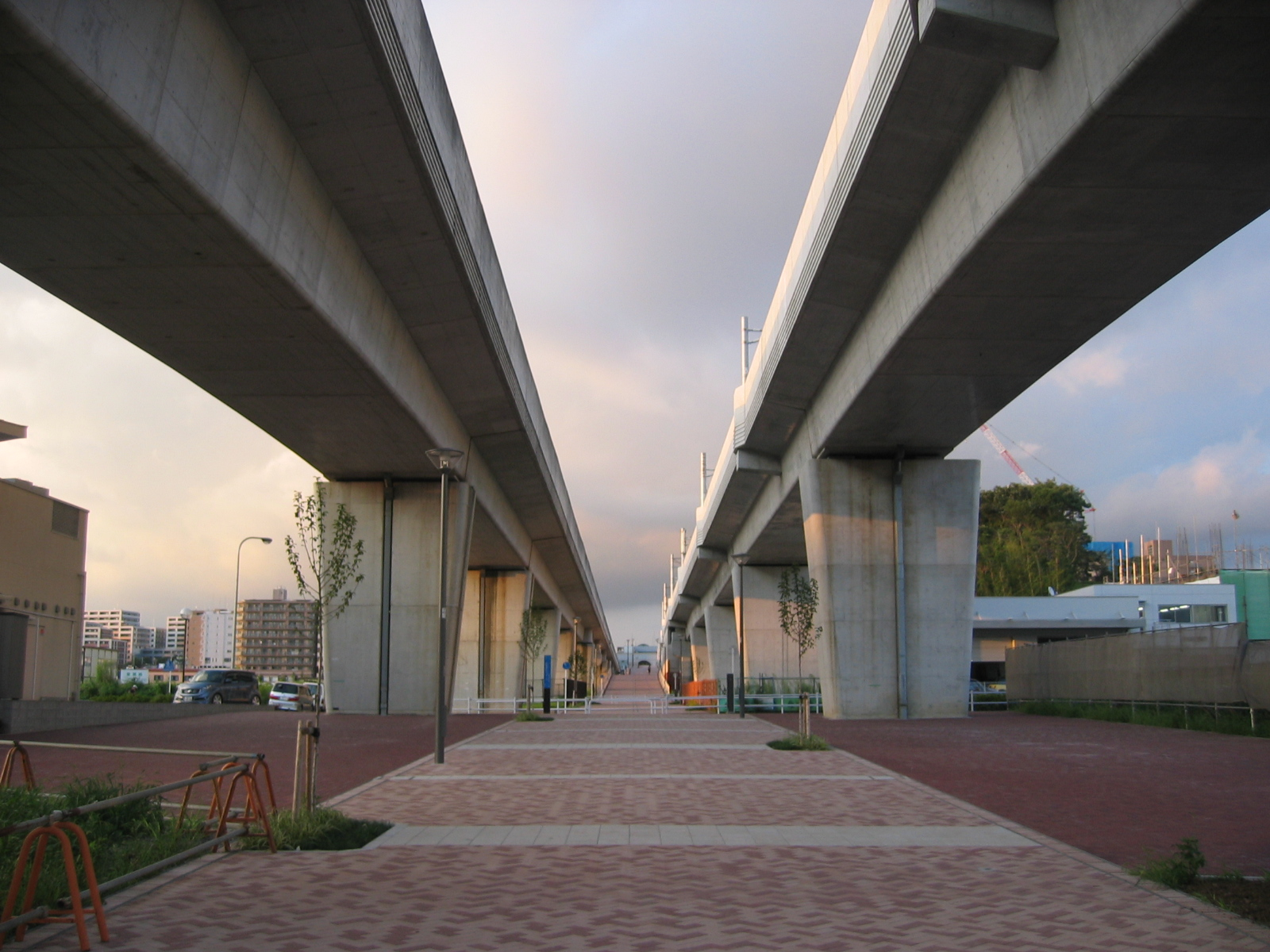
みなきたウォーク早渕川付近。上の高架線は、ブルーライン(左)とグリーンライン(右)。

みなきたウォークは、神奈川県横浜市都筑区にある横浜市営地下鉄ブルーライン・グリーンラインのセンター南駅とセンター北駅の間を結ぶ遊歩道である。現在、周辺の開発が行われている。

## 概要
正式名称は港北ニュータウン14号線。2006年（平成18年）3月31日、センター北側にある既に舗装されていた150mの遊歩道と、新設した640mの遊歩道を繋ぎ合わせて、開通した。ちなみに、「みなきたウォーク」という名は地域住民によって名づけられた。今では都筑区のイベントなどで使われることもある。

## 景色
この遊歩道は全区間横浜市営地下鉄ブルーライン、グリーンラインの高架の間を通っている。沿線にはショッピング施設が多く、センター北駅1番出口から歩いてみると、途中、左側にはノースポート・モールと横浜市歴史博物館が見える。少し南の神奈川県道13号横浜生田線との立体交差付近へ進むと、右側に港北みなもとヒロセ電機の技術センターが、左側にはルララこうほくと吾妻山公園が見える。早渕川と交差して、地蔵堂と保育園の間を抜け階段を登ると、左側にはコーナンビル、右側には村内ファニチャーアクセスの入ったビルが見える。両ビルの前を通る道路と立体交差しながら進むと、センター南駅5番出口に到着する。

## 歴史
- 2006年3月31日 - 開通